# Unione Sportiva Grosseto Football Club 2005-2006
Questa pagina raccoglie le informazioni riguardanti l'Unione Sportiva Grosseto Football Club nelle competizioni ufficiali della stagione 2005-2006.

## Rosa
| N. |                           | Ruolo | Calciatore                  |
| -- | ------------------------- | ----- | --------------------------- |
|    | Costa d'Avorio (bandiera) | D     | Didier Angan                |
|    | Italia (bandiera)         | A     | Emanuele Berrettoni         |
|    | Italia (bandiera)         | D     | David Bianchini (II)        |
|    | Italia (bandiera)         | C     | Filippo Breschi             |
|    | Italia (bandiera)         | A     | Giovanni Cipolla            |
|    | Italia (bandiera)         | C     | Luigi Consonni              |
|    | Italia (bandiera)         | D     | Giovanni Giuseppe Di Meglio |
|    | Italia (bandiera)         | C     | Vincenzo D'Insanto          |
|    | Italia (bandiera)         | A     | Orlando Fanasca             |
|    | Italia (bandiera)         | C     | Andrea Federici             |
|    | Italia (bandiera)         | D     | Andrea Galeotti             |
|    | Italia (bandiera)         | D     | Agostino Garofalo           |
|    | Italia (bandiera)         | D     | Andrea Gennari              |
|    | Italia (bandiera)         | C     | Andrea Gessa                |

| N. |                      | Ruolo | Calciatore           |
| -- | -------------------- | ----- | -------------------- |
|    | Italia (bandiera)    | A     | Mario La Canna       |
|    | Italia (bandiera)    | D     | Gaetano Lo Nero      |
|    | Australia (bandiera) | D     | Adrian Madaschi      |
|    | Italia (bandiera)    | C     | Emanuele Martinelli  |
|    | Italia (bandiera)    | A     | Emiliano Melis       |
|    | Italia (bandiera)    | A     | Alessandro Pellicori |
|    | Serbia (bandiera)    | C     | Marko Perović        |
|    | Italia (bandiera)    | A     | Enrico Polani        |
|    | Italia (bandiera)    | A     | Salvatore Rizzi      |
|    | Italia (bandiera)    | P     | Francesco Rossi      |
|    | Italia (bandiera)    | C     | Giuseppe Russo       |
|    | Italia (bandiera)    | A     | Tonino Sorrentino    |
|    | Italia (bandiera)    | D     | Roberto Taurino      |
|    | Australia (bandiera) | C     | Carl Valeri          |

## Risultati

### Campionato

#### Girone di andata
| 28 agosto 2005 1ª giornata | Pistoiese | 0 – 1 | Grosseto |  |

| 4 settembre 2005 2ª giornata | Grosseto | 1 – 1 | Chieti |  |

| 11 settembre 2005 3ª giornata | Frosinone | 1 – 0 | Grosseto |  |

| 18 settembre 2005 4ª giornata | Grosseto | 1 – 0 | Lucchese |  |

| 25 settembre 2005 5ª giornata | Martina | 2 – 2 | Grosseto |  |

| 2 ottobre 2005 6ª giornata | Grosseto | 0 – 0 | Lanciano |  |

| 9 ottobre 2005 7ª giornata | Foggia | 1 – 1 | Grosseto |  |

| 16 ottobre 2005 8ª giornata | Torres | 1 – 1 | Grosseto |  |

| 23 ottobre 2005 9ª giornata | Grosseto | 0 – 1 | Pisa |  |

| 6 novembre 2005 10ª giornata | Sangiovannese | 1 – 3 | Grosseto |  |

| 13 novembre 2005 11ª giornata | Grosseto | 3 – 0 | Juve Stabia |  |

| 20 novembre 2005 12ª giornata | Perugia | 1 – 1 | Grosseto |  |

| 27 novembre 2005 13ª giornata | Grosseto | 1 – 0 | Massese |  |

| 2 dicembre 2005 14ª giornata | Grosseto | 2 – 1 | Gela |  |

| 11 dicembre 2005 15ª giornata | Napoli | 1 – 1 | Grosseto |  |

| 15 dicembre 2005 16ª giornata | Grosseto | 0 – 0 | Manfredonia |  |

| 21 dicembre 2005 17ª giornata | Acireale | 1 – 0 | Grosseto |  |

#### Girone di ritorno
| 8 gennaio 2006 18ª giornata | Grosseto | 1 – 1 | Pistoiese |  |

| 13 gennaio 2006 19ª giornata | Chieti | 0 – 1 | Grosseto |  |

| 22 gennaio 2006 20ª giornata | Grosseto | 1 – 1 | Frosinone |  |

| 29 gennaio 2006 21ª giornata | Lucchese | 3 – 2 | Grosseto |  |

| 5 febbraio 2006 22ª giornata | Grosseto | 4 – 1 | Martina |  |

| 17 febbraio 2006 23ª giornata | Lanciano | 2 – 3 | Grosseto |  |

| 24 febbraio 2006 24ª giornata | Grosseto | 0 – 0 | Foggia |  |

| 5 marzo 2006 25ª giornata | Grosseto | 2 – 1 | Torres |  |

| 12 marzo 2006 26ª giornata | Pisa | 1 – 0 | Grosseto |  |

| 19 marzo 2006 27ª giornata | Grosseto | 0 – 0 | Sangiovannese |  |

| 26 marzo 2006 28ª giornata | Juve Stabia | 2 – 2 | Grosseto |  |

| 2 aprile 2006 29ª giornata | Grosseto | 1 – 0 | Perugia |  |

| 9 aprile 2006 30ª giornata | Massese | 1 – 0 | Grosseto |  |

| 15 aprile 2006 31ª giornata | Gela | 2 – 1 | Grosseto |  |

| 23 aprile 2006 32ª giornata | Grosseto | 2 – 2 | Napoli |  |

| 30 aprile 2006 33ª giornata | Manfredonia | 2 – 2 | Grosseto |  |

| 7 maggio 2006 34ª giornata | Grosseto | 3 – 1 | Acireale |  |